# Vicente Uematsu
Vicente H. Uematsu (ur. 30 marca 1938) – filipiński judoka. Olimpijczyk z Tokio 1964, gdzie zajął dziewiąte miejsce w wadze lekkiej.

## Letnie Igrzyska Olimpijskie 1964
| Konkurencja | Eliminacje             | Eliminacje             | Eliminacje               | Klas. końcowa |
| Konkurencja | Przeciwnik I           | Przeciwnik II          | Przeciwnik III           | Miejsce       |
| ----------- | ---------------------- | ---------------------- | ------------------------ | ------------- |
| 68 kg       | Gerhard Zotter (AUT) P | René Arredondo (MEX) P | Óscar Karpenkopf (ARG) Z | 9.            |